# Khvājeh Anvar
Khvājeh Anvar (persiska: خواجِهوَر, خَجِه اَنوَر, خواجه انور) är en ort i Iran.   Den ligger i provinsen Khuzestan, i den centrala delen av landet, 400 km söder om huvudstaden Teheran. Khvājeh Anvar ligger 1 258 meter över havet och antalet invånare är 148.
Terrängen runt Khvājeh Anvar är huvudsakligen bergig, men den allra närmaste omgivningen är kuperad. Khvājeh Anvar ligger nere i en dal. Runt Khvājeh Anvar är det ganska glesbefolkat, med 26 invånare per kvadratkilometer. Närmaste större samhälle är Paschāt, 16,8 km väster om Khvājeh Anvar. Omgivningarna runt Khvājeh Anvar är i huvudsak ett öppet busklandskap.